# Calyptomyrmex sparsus
Calyptomyrmex sparsus (лат.) — вид мелких муравьёв рода Calyptomyrmex из подсемейства Myrmicinae (Formicidae). Австралия: Квинсленд (Kearneys Falls).

## Описание
Мелкие муравьи, длина тела около 3 мм. Длина головы (HL) от 1,20 до 1,21 мм, ширина  (HW) от 1,14 до 1,16 мм. Сходен с Calyptomyrmex fritillus, но крупнее его. Длина скапуса усика (SL) от 0,64 до 0,71 мм. Основная окраска тела красновато-коричневого цвета (усики, брюшко и ноги светлее). Голова и тело покрыты чешуевидными волосками. Проподеум с мелкими шипиками. Глаза мелкие: в наибольшем диаметре 5-6 омматидия. На голове развиты глубокие усиковые бороздки, полностью вмещающие антенны. Усики самок и рабочих 12-члениковые с булавой из 3 вершинных члеников (у самцов усики 12-члениковые, но без булавы). Максиллярные щупики 2-члениковые, нижнечелюстные щупики из 2 члеников. Наличник широкий с двулопастным выступом (клипеальная вилка). Стебелёк между грудкой и брюшком состоит из двух члеников: петиолюса и постпетиолюса (последний четко отделен от брюшка), жало развито, куколки голые (без кокона). Петиоль, постпетиоль и брюшко пунктированные. Вид был впервые описан в 2011 году австралийским мирмекологом Стивом Шаттаком (Steven O. Shattuck, CSIRO Ecosystem Sciences, Канберра, Австралия).